# آناستازیا مالیاوینا
آناستازیا مالیاوینا (اوکراینی: Анастасія Малявіна؛ زادهٔ ۳۰ دسامبر ۱۹۹۷) ورزشکار ورزش شنا اهل اوکراین است.
وی در مسابقات کشوری و بین‌المللی در مجموع برندهٔ ۱ مدال طلا، ۲ مدال نقره، ۱ مدال برنز شده‌است.